# Іванчук Олекса Михайлович
Оле́кса Миха́йлович Іванчук (18 березня 1882, с. Іллинці (Ілинці, Тростянець), нині Снятинського району — після квітня 1920) — етнограф, журналіст, вояк Легіону УСС.

## Життєпис

Збірна Станиця УСС у Львові, 1917. Зліва направо: Олекса Іванчук, Михайло Волошин, Г. Слобода, Володимир Щуровський

Народився 18 березня 1882 року в с. Іллинці (Ілинці, Тростянець), нині Снятинський район, Івано-Франківська область, Україна) у багатодітній сім'ї.
Навчався у Коломийській гімназії, в Снятинській і Львівській учительських семінаріях — в 1897—1902 роках. Його батько, Михайло Іванович, був педагогом, українським етнографом, секретарем громади села Іллинці.
Працював у редакції «Літературно-наукового вісника», учителював до 1914 року — в селах Тростянці та Річка.
Працюючи на Гуцульщині, збирав експонати для етнографічного відділу музею Наукового товариства ім. Т. Шевченка. На прохання І. Франка і В. Гнатюка записував матеріали з народної медицини, демонології, поховальні звичаї та обряди. Автор статей, нарисів, оповідань на економічні та культурно-освітні теми.
Вперше обґрунтував потребу заснування музею гуцульського мистецтва у Косові — або Коломиї — у статті «В справі музею Гуцульської штуки». В Косові вчителював разом з учителем, громадським діячем та диригентом Іваном Устияновичем.
Досліджував шкільництво, публікувався на сторінках популярних видань, зокрема в ЛНВ, де якийсь час працював. Збирав і узагальнював фольклорно-етнографічні матеріали з Покуття. Проявляв неабиякий інтерес науковця і суспільного активіста до проблем мистецтва, музичної справи, народного театру, танцю. Писав короткі новели, оповідання, художні нариси, найкращі з яких склали його збірочки «З дороги життя» (1906), «Сніжок паде» (1911).
У 1914 Олекса Іванчук вступив до Легіону Українських Січових Стрільців; був четарем і командантом Збірної Станції у Львові. З постанням ЗУНР — в лавах УГА.
Радянські війська його ув'язнили, коли галицька частина перейшла на бік червоних, по дорозі на Соловки загинув у 1920 році. Арештований був і його брат, Володимир, хорунжий УГА.